# Zanthoxylum thomasianum
Zanthoxylum thomasianum är en vinruteväxtart som först beskrevs av Krug & Urban, och fick sitt nu gällande namn av Krug & Urban. Zanthoxylum thomasianum ingår i släktet Zanthoxylum och familjen vinruteväxter. IUCN kategoriserar arten globalt som starkt hotad. Inga underarter finns listade i Catalogue of Life.